# Jane Hunt (política)
Jane Marion Hunt é uma política do Partido Conservador britânico que serve como Membro do Parlamento (MP) de Loughborough desde 2019. Atualmente é Secretária Privada Parlamentar do Gabinete do Governo.

## Carreira
Hunt serviu no Charnwood Borough Council de 2003 a 2015 por Loughborough Nanpantan e de 2018 por Quorn e Mountsorrel Castle. Ela trabalhou como consultora do seu antecessor, Nicky Morgan, no papel de Morgan como MP por Loughborough de 2010 a 2019. Ela foi a candidata conservadora em perspectiva parlamentar para Leicester East nas eleições gerais de 2010, além de concorrer mais tarde na eleição parcial de 2011.
Hunt foi eleita nas eleições gerais de 2019. Ela fez o seu discurso inaugural na Câmara dos Comuns no dia 20 de janeiro de 2020. Ela foi nomeada Secretária Privada Parlamentar do Gabinete do Governo.

## Vida pessoal
Hunt é casada e tem dois filhos.